# Cordilura picticornis
Cordilura picticornis är en tvåvingeart som beskrevs av Friedrich Hermann Loew 1864. Cordilura picticornis ingår i släktet Cordilura och familjen kolvflugor. Arten är reproducerande i Sverige. Inga underarter finns listade i Catalogue of Life.